# Método Kombewa
El método Kombewa es un procedimiento de extracción de lascas que sigue unos pasos especiales, provativos, que permiten obtener una lasca de forma y tamaño preconcebido en el núcleo. Es, por tanto, un método de talla predeterminante, similar aunque diferente del método Levallois.
Este procedimiento fue bautizado así, pues fue identificado por primera vez por el misionero W. E. Owen, en la localidad de Kombewa, situada en los límites occidentales de Kenia a orillas del lago Victoria, conocimiento que el prehistoriador C. van Riet Lowe  interpretó con más precisión, tiempo después, con piezas procedentes de la vecina Uganda. Si bien, este método es conocido en todo el Viejo Mundo durante el Paleolítico Inferior, aunque es más habitual en África.
Este es un método de aprovechamiento sumo de las características básicas de la lasca en sí, es decir, se busca que la convexidad propia de la cara ventral, producida por la fractura concoidea, se dé igualmente en la cara dorsal. Concretamente todo consiste en crear una lasca con dos caras inferiores, perfectamente convexas que se cortan en un filo, igualmente convexo y muy regular en todo su contorno, excepto, lógicamente, en el talón.

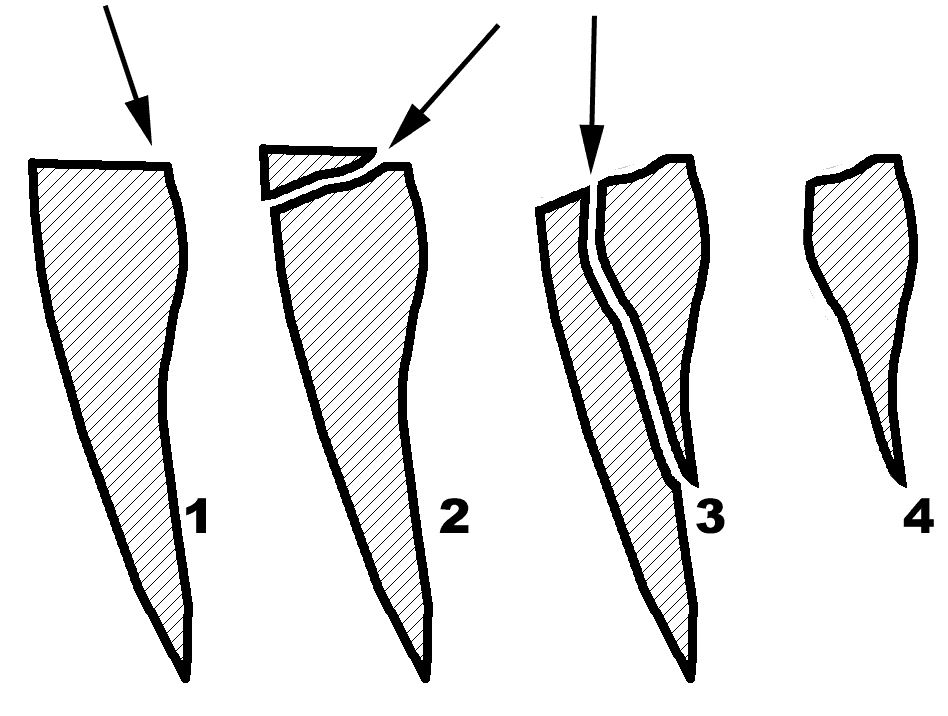
Etapas seguidas en el método Kombewa: 1º, extracción de la lasca-soporte o lasca-núcleo; 2º, preparación del plano de percusión; 3º, extracción de las lasca Kombewa; 4º, lasca Kombewa
(todo ello en sección)

Para obtener este resultado se utiliza una gran lasca como núcleo para extraer, por medio de la percusión, de su cara inferior, otra lasca, lo más grande posible (de un núcleo de gran tamaño se extrae una gran lasca que, una vez obtenida, se convierte en una lasca-núcleo en la que —si es necesario— se prepara una plataforma de percusión que sirve para extracción de la lasca Kombewa que, como se ha indicado, tiene por cara superior la cara inferior de la lasca-núcleo, además de su propia cara inferior). La utilización de una lasca como soporte permite aprovechar la curvatura de su cara inferior a modo de preparación Levallois, de modo que la lasca extraída es una pieza predeterminada. Como hemos dicho, el producto tendrá dos caras inferiores, una la suya propia —como toda lasca— y la otra, que en realidad es su cara superior, es la cara inferior de la lasca soporte de la que ha sido extraída. La preparación de la plataforma de percusión es opcional (si bien, algunos especialistas consideran imprescindible modificar la angulación del plano de percusión primitivo por medio de una preparación), así como el lugar donde se da el golpe, que podría ser cualquier parte periférica del núcleo. Dado que las lascas obtenidas tienen una morfología y un tamaño que ha sido buscado y preconcebido voluntariamente, se puede considerar que el método Kombewa encierra en sí mismo la idea Levallois.

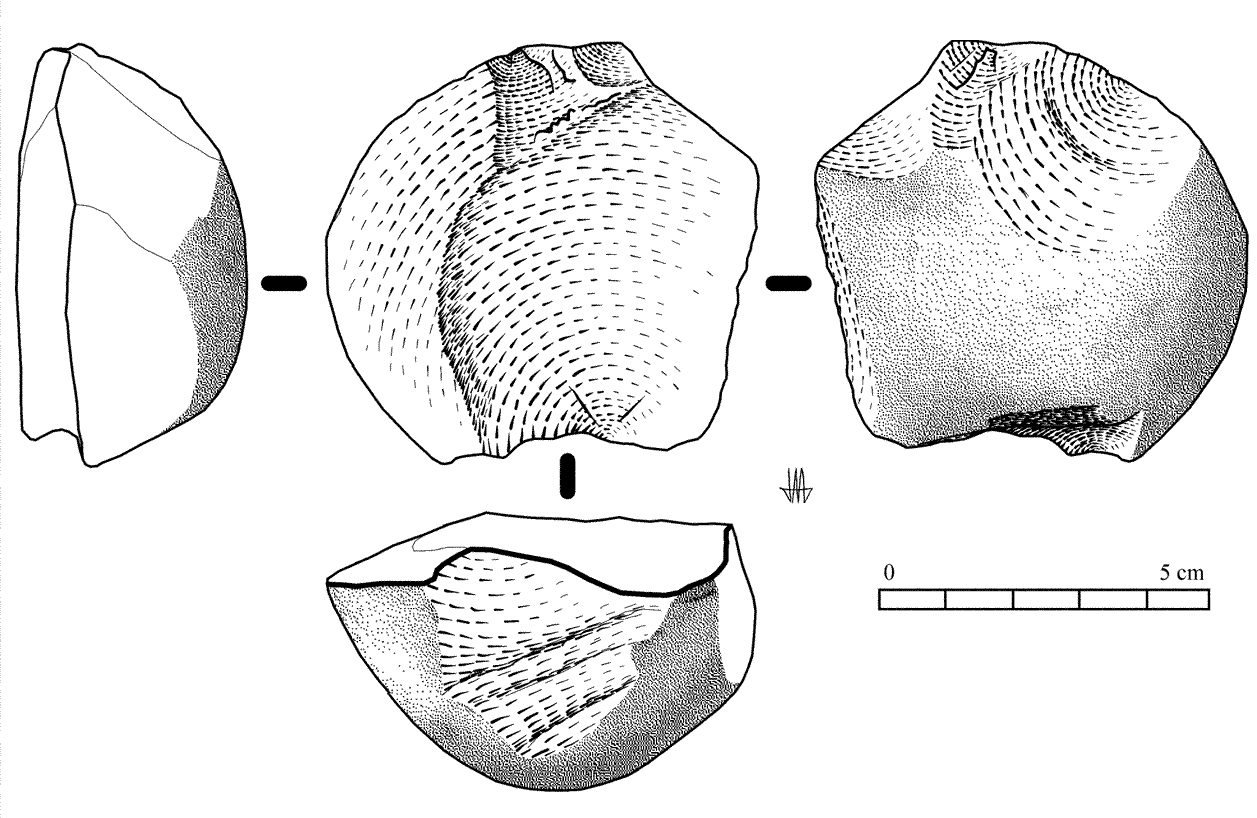
Núcleo Kombewa procedente de una yacimiento achelense del valle del Duero, en España.

Los desechos, es decir, los núcleos, tienen una forma muy característica, pues son lascas cuya cara inferior ha sido invadida por un gran negativo de lascado que borra la mayor parte de los elementos que las caracterizan. A menudo, además, tenen otros negatvos fruto de la preparación del plano de percusión.